# Международен фолклорен фестивал във Варна
Международният фолклорен фестивал във Варна е ежегодно събитие от 1992 г. насам.
Провежда се в първите дни на август. Представя различни по националност състави за народна музика и танци.
Проявите на фестивала се осъществяват на пл. „Независимост“ в центъра на града, в Летния театър в Морската градина, на сцена „Раковина“, в курортен комплекс „Св. св. Константин и Елена“, в парковете Аспарухово, Владиславово и Младост.